# Kikkuli
 (décembre 2016).

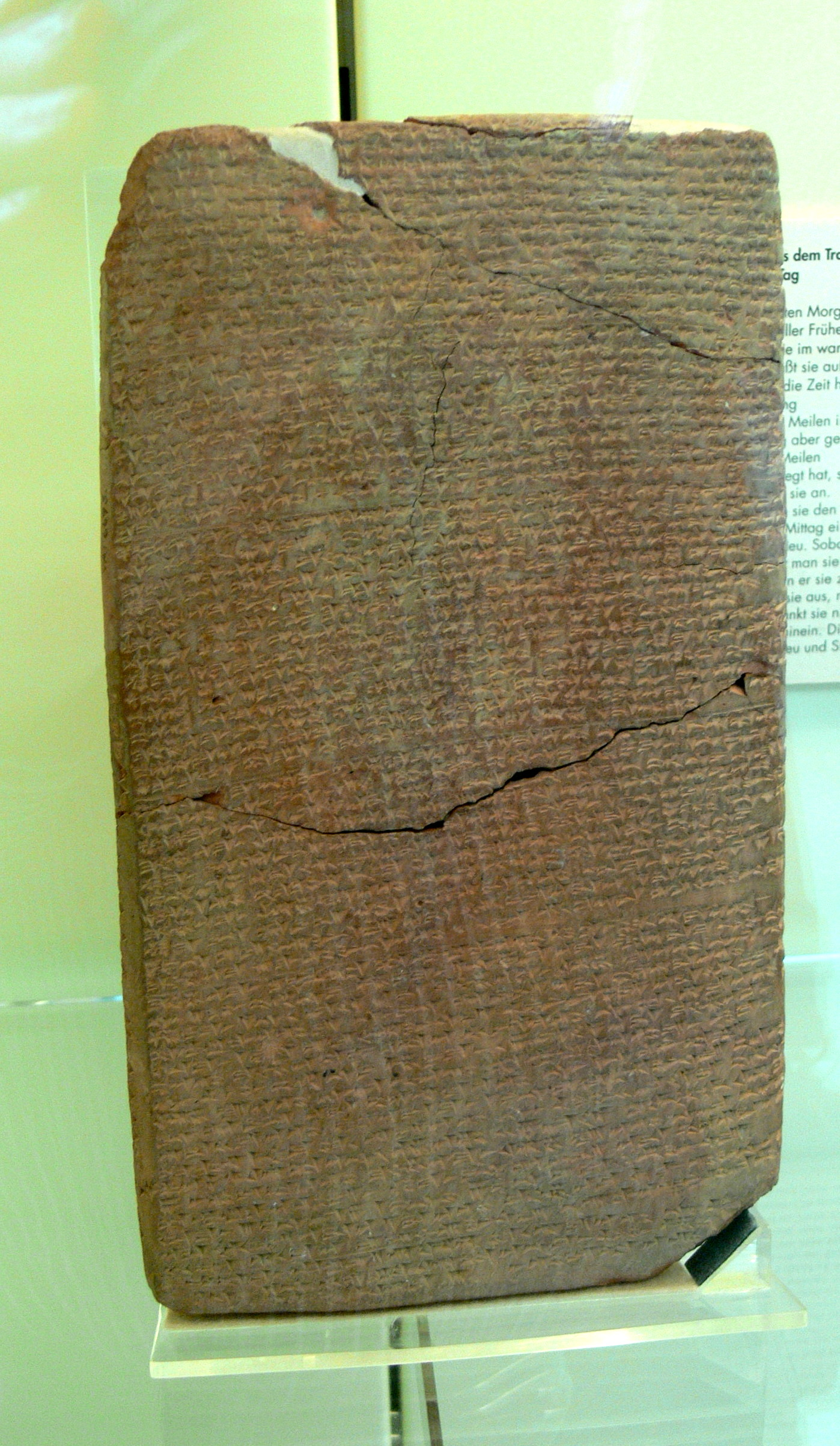
Tablette du traité de Kikkuli, Pergamon Museum.

Kikkuli (XVe siècle av. J.-C.), écuyer d'origine mitanienne, fut l'écuyer du roi des Hittites Suppiluliuma 1er.

## Traité d'équitation
Quatre tablettes en écriture cunéiforme (et le fragment d'une cinquième, soit 1080 lignes au total) reprenant son enseignement ont été découvertes, au milieu de milliers d'autres, enfouies sous terre, en 1906 sur le site d'Hattousa en Anatolie centrale par Hugo Winckler. Elles ont été regroupées et publiées sous le titre L'art de soigner et d'entraîner les chevaux. Ce recueil est considéré comme le premier traité d'équitation qui nous soit parvenu. C'est un manuel sur les soins et le dressage des chevaux attelés destiné à l'armée hittite. À l'époque, la cavalerie était relativement inconnue des civilisations qui fleurissaient sur le pourtour méditerranéen. Ce traité propose un programme d'entrainement détaillé sur 184 jours. Pour chacune des journées, il détaille les rations de nourriture, le nombre de distribution d'eau, les entrainements et les périodes de repos.

## Théorie de Kikkuli
Les techniques d'entraînement progressif développées par Kikkuli sont étonnamment semblables à celles utilisées de nos jours par les cavaliers de concours complet et d'endurance. Par exemple, on retrouve le principe de progression dans l'entraînement, de développement de l'effort maximum, de l'apport en électrolytes, la variation de l'intensité de l'effort dans la même séance de travail (fartlek training). L'entrainement décrit par Kikkuli s'étend sur 184 jours. Kikkuli recommande de maintenir les chevaux à l'écurie, de les couvrir, de les laver à l'eau tiède et de les nourrir d'avoine, d'orge et de foin trois fois par jour, recommandations toujours appliquées dans les meilleurs élevages. Il préconise des temps suffisants de repos, de façon à éviter les crampes et les raideurs, propose un travail non attelé fréquent. L'université de Sydney a évalué la méthode de Kikkuli sur des chevaux modernes et a mis en évidence une augmentation significative des performances avec notamment une augmentation de la VO2 max. (consommation maximale d'oxygène) et une diminution de la production de lactates à l'effort.
Kikkuli est également un des protagonistes du manga Anatolia Story / Red Riverdont l'action correspond au règne du roi Hittite Mursuli II. Bien que Mursuli II et Kikkuli n'aient pas été contemporains, l'auteur fait bien référence à son service dans la chariotrie Hatti et a consacré un chapitre du manga au recueil d'équitation de Kikkuli.